# Jadłowstręt psychiczny
Jadłowstręt psychiczny (anoreksja z grec. anorexia nervosa: an = „brak, pozbawienie”, orexis = „apetyt”) – zaburzenie odżywiania polegające na celowej utracie wagi wywołanej i podtrzymywanej przez osobę zaburzoną. Jednocześnie zaburzony jest obraz własnego ciała i występuje lęk przed przybraniem na wadze. Największe zagrożenie zaburzeniem dotyczy wieku między 14. a 18. rokiem życia. Po raz pierwszy opisał to zaburzenie w XVII wieku Richard Morton. Klasyfikacja ICD-10 wyróżnia dwie postaci anoreksji – jadłowstręt psychiczny i jadłowstręt psychiczny atypowy (F50.1). Klasyfikacja DSM-5 wyróżnia postać ograniczającą i postać z napadami objadania się/przeczyszczaniem. Anoreksję cechuje szybko postępujące wyniszczenie organizmu. Etiologia jest złożona, uważa się, że przyczyny jadłowstrętu leżą w powiązanych ze sobą czynnikach osobowościowych, społeczno-kulturowych i biologicznych. Leczenie polega na zapobieganiu zagrożeniu życia wynikającemu z powikłań somatycznych jadłowstrętu i psychoterapii.

## Epidemiologia
W przeglądach badań na temat epidemiologii jadłowstrętu psychicznego wykazano zapadalność na poziomie 8–13 przypadków na 100 000 osób rocznie, a chorobowość wynoszącą 0,3% przy wykorzystaniu ścisłych kryteriów rozpoznania.
Zaburzenie występuje od 6 do 12 razy częściej u kobiet niż u mężczyzn. W 75% przypadków rozpoczyna się przed 25. rokiem życia.
Stwierdzono, że jadłowstręt psychiczny występuje częściej u osób homoseksualnych i biseksualnych.

## Objawy i przebieg
Można podejrzewać anoreksję, gdy osoba:
- przeżywa silny lęk przed przybraniem na wadze lub otyłością, nawet jeśli ma niedowagę;
- nie chce utrzymać wagi w granicach normy dla swojego wieku i wzrostu, co nie jest spowodowane żadnym schorzeniem fizycznym ani psychicznym;
- jej BMI jest równy lub mniejszy od 17,5[7];
- nieprawidłowo ocenia wagę własnego ciała, wymiary i sylwetkę;
- lekceważy skutki nagłego spadku wagi;
- w okresie dojrzałości płciowej (po okresie pokwitania) cierpi na wtórny brak miesiączki w ciągu co najmniej 3 miesięcy (jest to kryterium D w DSM-IV. W DSM-V usunięto to kryterium[8].

U osoby z jadłowstrętem można obserwować zachowania takie jak spożywanie posiłków w samotności, uprawianie intensywnych ćwiczeń fizycznych.

## Rozpoznanie

### Kryteria diagnostyczne według ICD-10
1. Zmniejszenie masy ciała (albo brak przyrostu – u dzieci) prowadzące do osiągnięcia m.c. 15% poniżej prawidłowej lub oczekiwanej dla wieku albo BMI równe lub mniejsze od 17,5
2. Zachowania mające na celu zmniejszenie masy ciała: unikanie „tuczącego” pożywienia, wywoływanie wymiotów, przeczyszczania, wyczerpujące ćwiczenia fizyczne, stosowanie leków zmniejszających łaknienie albo moczopędnych
3. Obawa przed przytyciem i zaburzony obraz własnego ciała
4. Zaburzenia hormonalne, manifestujące się u kobiet zanikiem miesiączki, a u mężczyzn utratą zainteresowań seksualnych i potencji
5. Zaburzenie nie spełnia kryteriów rozpoznania bulimii psychicznej[9].

### Kryteria diagnostyczne według DSM-5
- A. Ograniczenie podaży energetycznej posiłków prowadzące do znacząco obniżonej wagi ciała (odpowiednio do płci, wieku, zdrowia fizycznego)
- B. Intensywna obawa przed przybraniem na wadze lub otyłością, lub utrzymujące się zachowania uniemożliwiające przybranie na wadze, nawet przy znacząco obniżonej wadze ciała
- C. Zaburzone doświadczanie wagi lub kształtu ciała, nadmierny wpływ wagi ciała na samoocenę lub utrzymująca się nieświadomość znaczenia obecnej zbyt niskiej wagi ciała[10].

Klasyfikacja DSM-5 wyróżnia cztery stopnie nasilenia jadłowstrętu, w zależności od BMI:
- łagodny (BMI ≥17kg/m2)
- umiarkowany (BMI 16–16,99 kg/m2)
- ciężki (BMI ≥15–15,99kg/m2)
- bardzo ciężki ((BMI <15 kg/m2).

### Rozpoznanie różnicowe
Diagnostyka różnicowa obejmuje m.in. zaburzenia nastroju i zaburzenia psychotyczne.
Osoby z zaburzeniami typu psychotycznego mogą być przekonane, że ich żywność jest zatruta, odmawiać jedzenia i znacznie chudnąć. Zmniejszone łaknienie może być także objawem zaburzeń depresyjnych.
Odmawianie przyjmowania pokarmów może być także spowodowane chorobami nowotworowymi lub innymi chorobami somatycznymi.

## Postacie zaburzenia
Wyróżniono dwa typy anoreksji:
- typ restrykcyjny (ograniczający), charakteryzujący się tym, że chora osoba ogranicza przyjmowanie pokarmu do bardzo niewielkich ilości i nieregularnie stosuje środki przeczyszczające.
- typ bulimiczny (z napadami objadania się lub przeczyszczaniem), w którym osoba choć zazwyczaj ogranicza ilość przyjmowanego pokarmu, regularnie miewa okresy przejadania się lub wywoływania wymiotów i nadużywania leków przeczyszczających i moczopędnych.

Podział ten został uwzględniony w klasyfikacjach Amerykańskiego Towarzystwa Psychiatrycznego (DSM-IV, DSM-5).

## Etiologia
Etiopatogeneza anoreksji jest wieloczynnikowa i zazwyczaj odgrywają w niej rolę czynniki osobowościowe, rodzinne, biologiczne i kulturowe.

### Czynniki psychologiczne
Większość badaczy zauważa, iż wśród osób z jadłowstrętem psychicznym dominują cechy trzech typów osobowości: najczęściej spotykane są cechy osobowości obsesyjno-kompulsywnej, osobowości histrionicznej oraz osobowości o cechach schizoidalnych.

### Czynniki biologiczne

#### Biochemiczne podłoże anoreksji
U większości badanych osób stwierdzano wykładniki obniżonej neurotransmisji serotoninergicznej. Poza obniżonym poziomem serotoniny stwierdzano też nieprawidłowości poziomów noradrenaliny i dopaminy. Obserwowano zwiększenie aktywności receptorów opioidowych, co może mieć istotny związek (tak jak zaburzenie układu dopaminergicznego) z funkcjonowaniem układu nagrody związanego z przyjmowaniem posiłków.
U osób z anoreksją zakłócone są wszystkie podstawowe osie hormonalne: oś podwzgórzowo-przysadkowo-nadnerczowa, podwzgórzowo-przysadkowo-tarczycowa i podwzgórzowo-przysadkowo-gonadalna. Wiąże się z tym obniżenie poziomu kortyzolu, estrogenów, trójjodotyroniny. Zmiany te są wtórne do ograniczonej podaży energii z pożywieniem, wiążą się z przestawieniem metabolizmu na bardziej oszczędny tryb działania.

#### Czynniki odżywcze
Niedobór cynku powoduje spadek apetytu, który może wystąpić również w jadłowstręcie psychicznym i zaburzeniach odżywiania. Randomizowane, kontrolowane badania z podwójnie ślepą próbą przeprowadzone w 1994 wykazały, że przyjmowanie cynku (w ilości 14 mg na dzień) podwaja tempo przybierania masy ciała w leczeniu anoreksji.
Niedobór innych substancji odżywczych, takich jak tyrozyna, tryptofan (prekursory neurotransmiterów, odpowiednio: noradrenaliny i serotoniny), a także witaminy B1 (tiaminy) może także wpływać na powstanie błędnego koła, w którym niedobory pokarmowe przyczyniają się do powstania niedożywienia.

## Powikłania
Powikłania somatyczne jadłowstrętu obejmują wszystkie układy narządów, można je ponadto podzielić na powikłania wynikające z głodzenia się i na powikłania związane z przeczyszczaniem się.
Do powikłań ze strony układu endokrynnego należy szereg zmian hormonalnych wynikających z zaburzenia osi podwzgórzowo-przysadkowej. Zaburzenia hormonalne prowadzą do niskiego poziomu estradiolu i progesteronu, braku miesiączki i zaburzeń płodności. Konsekwencją zaburzeń hormonalnych są osteoporoza lub osteopenia.
Powikłania ze strony układu krążenia stanowią najczęstszą przyczynę zgonów osób z jadłowstrętem psychicznym. Najistotniejszymi są bradykardia i niedociśnienie ortostatyczne.
Zaburzenia ze strony układu pokarmowego wynikają z zaburzenia motoryki przewodu pokarmowego, w tym żołądka (gastropareza). Wywoływanie wymiotów może prowadzić do nadżerek i pęknięć przełyku i żołądka, nadżerek szkliwa i próchnicy.
Częstymi powikłaniami są zaburzenia hematologiczne i zaburzenia układu krzepnięcia.

## Leczenie
Podstawowym leczeniem anoreksji jest psychoterapia. W sytuacji znacznego pogorszenia stanu somatycznego związanego z powikłaniem spadków wagi wymagane jest leczenie szpitalne. W ostrych stanach somatycznych odpowiednie są oddziały internistyczne lub oddziały intensywnej terapii, w innych przypadkach – oddziały psychiatryczne.

## Rokowanie
Nieleczona anoreksja prowadzi do śmierci w około 10% przypadków.

## Historia
Opisy głodzenia się na podłożu religijnym pochodzą już ze starożytności i średniowiecza. Występująca w średniowieczu praktyka głodzenia się młodych kobiet w imię czystości i pobożności określana bywa jako anorexia mirabilis.
Za najwcześniejszy kliniczny opis jadłowstrętu uważa się ten autorstwa Richarda Mortona z 1689. Kolejne opisy przypadków powstawały w XVII, XVIII i XIX wieku. Pod koniec wieku XIX jadłowstręt był już uznany przez środowisko medyczne. W 1873 William Gull wprowadził termin anorexia nervosa, przedstawił szereg opisów przypadków i proponowane przez siebie metody leczenia. W tym samym roku ukazała się praca francuskiego psychiatry Ernesta-Charlesa Lasègue, który wprowadził termin anorexie hystérique. Pierre Janet wyróżnił dwa typy zachowań leżących u podłoża anoreksji, histeryczny i obsesjonalny. Pierwsze kryteria zaburzenia zaproponował Gerald Russell w 1970 roku.
W 1978 roku psychoanalityczka Hilde Bruch opublikowała popularną książkę poświęconą anoreksji, The Golden Cage: the Enigma of Anorexia Nervosa, która zwróciła uwagę opinii publicznej na ten medyczny problem. Równie ważna dla świadomości społecznej była spowodowana anoreksją śmierć piosenkarki Karen Carpenter w 1983.